# Droskan

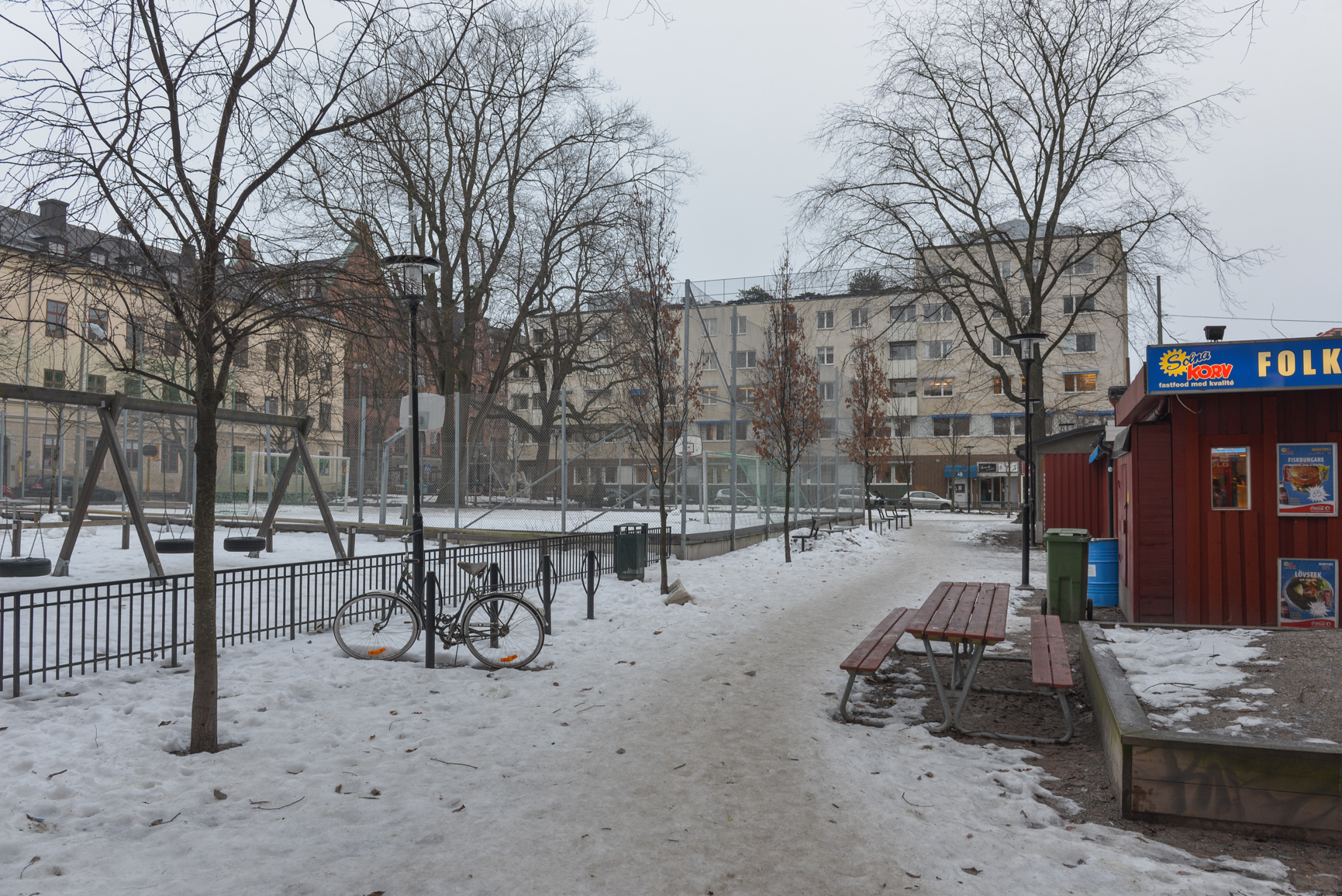
Parken i januari 2013.

Droskan är en park belägen i hörnet Folkungagatan/Södermannagatan på Södermalm i centrala Stockholm. Parken utgör fortsättningen på kvarteret Droskhästen och parknamnet ansluter till bruket av ordet droska i betydelsen "hästskjuts" och senare "taxi".